# Meet the Beatles
A Meet the Beatles! a Beatles második USA-ban megjelent albuma   1964-ből.

## Számok

### A oldal
1. "I Want to Hold Your Hand"
2. "I Saw Her Standing There"
3. "This Boy"
4. "It Won't Be Long"
5. "All I've Got to Do"
6. "All My Loving"

### B oldal
1. "Don't Bother Me" (George Harrison)
2. "Little Child"
3. "Till There Was You" (Meredith Willson)
4. "Hold Me Tight"
5. "I Wanna Be Your Man"
6. "Not a Second Time"

## Zenészek
- John Lennon – ritmusgitár, szájharmonika, vokál
- Paul McCartney – basszusgitár, vokál
- George Harrison – gitár, vokál
- Ringo Starr – dob, vokál, maracas, csörgődob
- George Martin – zongora, producer

## Külső hivatkozások
- The Beatles Discography 1962-1970: Meet the Beatles page
- Bruce Spizer's The Beatles' Story on Capitol Records, Part One: Beatlemania and the Singles website
- Bruce Spizer's The Beatles' Story on Capitol Records, Part Two: The Albums website
- WhatGoesOn.com – Beatles Capitol Albums Vol. 1 now two weeks away article Archiválva 2008. március 3-i dátummal a Wayback Machine-ben